# Étienne Bobillier
Étienne Bobillier (Lons-le-Saunier, 17 aprile 1798 – Châlons-en-Champagne, 22 marzo 1840) è stato un matematico francese.
Nacque a Lons-le-Saunier, Francia, all'età di 19 anni fu accettato nel École polytechnique, dove studiò per un anno. Tuttavia, a causa di una carenza di denaro, nel 1818 divenne istruttore di matematica presso l'Ecole des Arts et Métiers a Châlons-sur-Marne. Nel 1829, fudirettore di studi a Angers. L'anno successivo servì nella guardia nazionale durante la rivoluzione 1830. Nel 1832 tornò a Châlons dove fu promosso come professore.
Nel 1836 iniziò a soffrire di problemi di salute, ma nonostante questo continuò lo stesso ha insegnare. Di conseguenza morì a Châlonsall'età di 41 anni.
Egli è noto per il suo lavoro sulla geometria, in particolare il trattamento algebrico delle superfici geometriche. Lavorò anche sulla statica e la catenaria.
Il cratere Bobillier sulla Luna porta il suo nome.

## Opere
- Cours de géométrie, 1849
- Principes d'algèbre, 1865